# Web Junk 20
Web Junk 20 est une émission de télévision américaine dans laquelle VH1 et iFilm collaborent pour mettre en avant les vingt vidéos plus drôles et plus intéressantes trouvées sur Internet durant la semaine. L'émission est aujourd'hui présentée par Aries Spears.
Patrice Oneal présentait les deux premières saisons, tandis que Jim Breuer a présenté la troisième. Rachel Perry fait l'introduction de chacune des vidéos en voix off.